# Eugnesia subapicata
Eugnesia subapicata är en fjärilsart som beskrevs av Louis Beethoven Prout 1916. Eugnesia subapicata ingår i släktet Eugnesia och familjen mätare. Inga underarter finns listade i Catalogue of Life.